# Notomulciber flavolineatus
Notomulciber flavolineatus är en skalbaggsart som först beskrevs av Stefan von Breuning 1947.  Notomulciber flavolineatus ingår i släktet Notomulciber och familjen långhorningar.
Artens utbredningsområde är Sarawak. Inga underarter finns listade i Catalogue of Life.